# FA Premier League de 2005–06

## Fórmula de Disputa
Os 20 participantes jogam em grupo único, todos contra todos, em turno e returno. O time que marca mais pontos ao final das 38 rodadas é declarado o Campeão Inglês de 2005-06. Se uma ou mais equipes terminam com o mesmo número de pontos, os critérios de desempate definem as posições. O campeão e o vice são classificados para a fase de grupos da Liga dos Campeões da UEFA de 2006–07; o terceiro e o quarto colocadado para a terceira fase de classificação da Liga dos Campeões da UEFA de 2006–07; o quinto e o sexto para a Copa da UEFA 2006-07; o sétimo para a Copa Intertoto da UEFA; já os 3 últimos caem para a League Championship 2006-07.

## Classificação
| Tabela de classificação | Tabela de classificação | Tabela de classificação | Tabela de classificação | Tabela de classificação | Tabela de classificação | Tabela de classificação | Tabela de classificação | Tabela de classificação | Tabela de classificação |
| Time | Time                    | Pts                     | J                       | V                       | E                       | D                       | GP                      | GC                      | SG                      |
| --- | ----------------------- | ----------------------- | ----------------------- | ----------------------- | ----------------------- | ----------------------- | ----------------------- | ----------------------- | ----------------------- |
| 1 | Chelsea*                | 91                      | 38                      | 29                      | 4                       | 5                       | 72                      | 22                      | 50                      |
| 2 | Manchester United       | 83                      | 38                      | 25                      | 8                       | 5                       | 72                      | 34                      | 38                      |
| 3 | Liverpool               | 82                      | 38                      | 25                      | 7                       | 6                       | 57                      | 25                      | 32                      |
| 4 | Arsenal                 | 67                      | 38                      | 20                      | 7                       | 11                      | 68                      | 31                      | 37                      |
| 5 | Tottenham               | 65                      | 38                      | 18                      | 11                      | 9                       | 53                      | 38                      | 15                      |
| 6 | Blackburn               | 63                      | 38                      | 19                      | 6                       | 13                      | 51                      | 42                      | 9                       |
| 7 | Newcastle               | 58                      | 38                      | 17                      | 7                       | 14                      | 47                      | 42                      | 5                       |
| 8 | Bolton                  | 56                      | 38                      | 15                      | 11                      | 12                      | 49                      | 41                      | 8                       |
| 9 | West Ham                | 55                      | 38                      | 16                      | 7                       | 15                      | 52                      | 55                      | -3                      |
| 10 | Wigan                   | 51                      | 38                      | 15                      | 6                       | 17                      | 45                      | 52                      | -7                      |
| 11 | Everton                 | 50                      | 38                      | 14                      | 8                       | 16                      | 34                      | 49                      | -15                     |
| 12 | Fulham                  | 48                      | 38                      | 14                      | 6                       | 18                      | 48                      | 58                      | -10                     |
| 13 | Charlton                | 47                      | 38                      | 13                      | 8                       | 17                      | 41                      | 55                      | -14                     |
| 14 | Middlesbrough           | 45                      | 38                      | 12                      | 9                       | 17                      | 48                      | 58                      | -10                     |
| 15 | Manchester City         | 43                      | 38                      | 13                      | 4                       | 21                      | 43                      | 48                      | -5                      |
| 16 | Aston Villa             | 42                      | 38                      | 10                      | 12                      | 16                      | 42                      | 55                      | -13                     |
| 17 | Portsmouth              | 38                      | 38                      | 10                      | 8                       | 20                      | 37                      | 62                      | -25                     |
| 18 | Birmingham City         | 34                      | 38                      | 8                       | 10                      | 20                      | 28                      | 50                      | -22                     |
| 19 | West Bromwich Albion    | 30                      | 38                      | 7                       | 9                       | 22                      | 31                      | 58                      | -27                     |
| 20 | Sunderland              | 15                      | 38                      | 3                       | 6                       | 29                      | 26                      | 69                      | -43                     |
| Pts – pontos; J – jogos disputados; V - vitórias; E - empates; D - derrotas; GP – gols pró; GC – gols contra; SG – saldo de gols |                         |                         |                         |                         |                         |                         |                         |                         |                         |

Times classificados à
|  |                                                           |
|  | Fase de Grupos da Liga dos Campeões 06-07                 |
|  | 3ª Fase de Classificação da Liga dos Campeões 06-07       |
|  | Copa da UEFA de 2006-07                                   |
|  | Rebaixados para a League Championship em 2006-07          |
|  | (*): Campeão Inglês de 2005-06 Itálico: Intertoto da UEFA |

## Artilheiros
| Jogador             | Gols | Time              |
| ------------------- | ---- | ----------------- |
| Thierry Henry       | 27   | Arsenal           |
| Ruud van Nistelrooy | 21   | Manchester United |
| Darren Bent         | 18   | Charlton Athletic |
| Robbie Keane        | 16   | Tottenham Hotspur |
| Frank Lampard       | 16   | Chelsea           |
| Wayne Rooney        | 16   | Manchester United |
| Marlon Harewood     | 14   | West Ham United   |
| Craig Bellamy       | 13   | Blackburn Rovers  |
| Yakubu Aiyegbeni    | 13   | Middlesbrough     |
| Henri Camara        | 12   | Wigan Athletic    |
| Didier Drogba       | 12   | Chelsea           |